# Liste der Bahnhöfe im Eichsfeld
Die Liste der Bahnhöfe im Eichsfeld enthält alle aktuellen (2025) und ehemaligen Bahnhöfe und Haltepunkte in Orten, die zum historischen Eichsfeld gehörten.

## Erklärung
Die Liste ist wie folgt unterteilt:
- Name: Hier wird der aktuelle bzw. letzte Name des Bahnhofs oder Haltepunkts gemäß dem Betriebsstellenverzeichnis angegeben. Existiert zum Bahnhof ein Wikipedia-Artikel, so ist dieser verlinkt. Des Weiteren sind in kursiver Kleinschrift ehemalige Namen der Betriebsstelle enthalten.
- Typ: Hier wird die aktuelle bzw. letzte Art der Betriebsstelle wiedergegeben, also Bahnhof (Bf) oder Haltepunkt (Hp). Des Weiteren sind in kursiver Kleinschrift ehemalige Betriebsstellenarten angegeben.
- Gemeinde: Hier wird die Gemeinde aufgeführt, in der sich der Bahnhof befindet.
- Lk.: Diese Spalte enthält den Landkreis, in dem sich der Halt befindet. Es wird dabei lediglich das Kürzel, wie es bei Kfz-Kennzeichen angewendet wird, verwendet.
- Beginn PV: In dieser Spalte wird das Eröffnungsdatum der Station für den Personenverkehr genannt.
- Ende PV: In dieser Spalte wird das Datum der Einstellung des Personenverkehrs genannt.
- Gl.: Hier wird bei den Stationen die maximale Anzahl der Bahnsteiggleise des Bahnhofes angezeigt, auch wenn sie zu unterschiedlichen Zeiträumen variieren kann.
- GV: Station mit Güterverker (x) mit Güterschuppen, Ladegleis, Stückgutverkehr
- Höhe (m): Höhe der Bahnstation in Meter (amtliche Werte und nach topogr. Karten)
- Strecke: Alle Strecken, an denen die betreffende Station liegt.

## Liste
| Name                                                                                | Bst.  | Gemeinde              | LK/S | Beginn PV     | Ende PV       | Gl. | GV | Höhe (m) | Strecke(n)                                                               | Bild                     |
| ----------------------------------------------------------------------------------- | ----- | --------------------- | ---- | ------------- | ------------- | --- | -- | -------- | ------------------------------------------------------------------------ | ------------------------ |
| Arenshausen                                                                         | Hp Bf | Arenshausen           | EIC  | 9. Juli 1867  | in Betrieb    | 2   | x  | 210      | Halle–Hann. Münden Arenshausen-Friedland                                 | Arenshausen              |
| Beberstedt                                                                          | Bf    | Dingelstädt           | EIC  | 13. Apr. 1913 | 1. Nov. 1947  | 1   | x  | 412      | Silberhausen–Hüpstedt                                                    | Beberstedt               |
| Bernterode                                                                          | Bf    | Breitenworbis         | EIC  | 1897          | in Betrieb    | 3   | x  | 260      | Halle–Hann. Münden                                                       | Bernterode               |
| Beuren                                                                              | Hp    | Leinefelde-Worbis     | EIC  | 1901          | in Betrieb    | 2   |    | 325      | Halle–Hann. Münden                                                       | Beuren                   |
| Bilshausen                                                                          | Bf    | Gieboldehausen        | GÖ   | 1889          | 1974          | 2   | x  | 150      | Leinefelde–Wulften                                                       | Bilshausen               |
| Birkungen                                                                           | Hp    | Leinefelde-Worbis     | EIC  | 1895          | in Betrieb    | 2   | x  | 335      | Gotha–Leinefelde                                                         | Birkungen                |
| Bischofferode (Eichsfeld) Bischofferode (Kr. Worbis) Bischofferode (Kr. Nordhausen) | Bf    | Am Ohmberg            | EIC  | 1. Okt. 1910  | 24. Mai 1998  | 2   | x  | 285      | Bleicherode–Herzberg                                                     | Bischofferode            |
| Bodenrode                                                                           | Hp    | Bodenrode-Westhausen  | EIC  | 1887          | in Betrieb    | 2   |    | 295      | Halle–Hann. Münden                                                       | Bodenrode                |
| Breitenbach (Eichsfeld)                                                             | Hp Bf | Leinefelde-Worbis     | EIC  | 1. Sep. 1897  | 9. Juni 2001  | 2   | x  | 360      | Leinefelde–Wulften                                                       | Breitenbach              |
| Breitenbich                                                                         | Hp    | Dingelstädt           | EIC  | 1907          | 1997          | 1   |    | 330      | Gotha-Leinefelde                                                         | Breitenbich              |
| Diedorf (Eichsfeld)                                                                 | Bf    | Südeichsfeld          | UH   | 1. Apr. 1911  | 29. Sep. 1968 | 1   | x  | 372,4    | Mühlhausen–Treffurt                                                      | Diedorf                  |
| Dieterode                                                                           | Bf    | Dieterode             | EIC  | 1. Okt. 1914  | 1. Sep. 1947  | 2   | x  | 429,8    | Heiligenstadt–Schwebda                                                   | Dieterode                |
| Dingelstädt (Eichsfeld)                                                             | Bf    | Dingelstädt           | EIC  | 15. Mai 1880  | 2. Aug. 1996  | 2   | x  | 376      | Leinefelde–Treysa                                                        | Dingelstädt (Eichsfeld)  |
| Duderstadt                                                                          | Bf    | Duderstadt            | GÖ   | 1889          | 1974          | 2   | x  | 175      | Leinefelde–Wulften                                                       | Duderstadt               |
| Duderstadt Kleinbahnhof                                                             | Bf    | Duderstadt            | GÖ   | 1907          | 1931          | 1   | x  | 175      | Gartetalbahn                                                             | Bild gesucht             |
| Effelder (Eichsfeld)                                                                | Hp    | Effelder              | EIC  | 1. Dez. 1905  | 31. Dez. 1992 | 2   |    | 351      | Leinefelde–Treysa                                                        | Effelder                 |
| Ershausen                                                                           | Bf    | Schimberg             | EIC  | 1. Okt. 1914  | 1. Sep. 1947  | 2   | x  | 238,0    | Heiligenstadt–Schwebda                                                   | Ershausen                |
| Ferna                                                                               | Hp Bf | Ferna                 | EIC  | 1. Sep. 1897  | 9. Juni 2001  | 2   | x  | 235      | Leinefelde–Wulften                                                       | Ferna                    |
| Fürstenhagen (Eichsfeld)                                                            | Bf    | Uder                  | EIC  | 1. Okt. 1914  | 1. Sep. 1947  | 2   | x  | 492      | Heiligenstadt–Schwebda                                                   | Fürstenhagen (Eichsfeld) |
| Geismar                                                                             | Bf    | Geismar               | EIC  | 15. Mai 1880  | 31. Dez. 1992 | 2   | x  | 245,8    | Leinefelde–Treysa                                                        | Geismar                  |
| Gernrode-Niederorschel Gernrode Niederorschel                                       | Hp Bf | Niederorschel         | EIC  | 9. Juli 1867  | in Betrieb    | 2   | x  | 295      | Halle–Hann. Münden                                                       | Gernrode                 |
| Gieboldehausen                                                                      | Bf    | Gieboldehausen        | GÖ   | 1889          | 1974          | 2   | x  | 150      | Leinefelde–Wulften                                                       | Gieboldhausen            |
| Großbartloff                                                                        | Hp    | Großbartloff          | EIC  | 1. Dez. 1894  | 31. Dez. 1992 | 2   |    | 329      | Leinefelde–Treysa                                                        | Großbartloff             |
| Großtöpfer                                                                          | Bf    | Geismar               | EIC  | 1. Okt. 1914  | 1. Sep. 1947  | 2   | x  | 200      | Heiligenstadt–Schwebda                                                   | Großtöpfer               |
| Hausen                                                                              | Hp    | Niederorschel         | EIC  | 1920          | in Betrieb    | 2   |    | 314      | Halle–Hann. Münden                                                       | Hausen                   |
| Heilbad Heiligenstadt Heiligenstadt (Eichsfeld)                                     | Bf    | Heilbad Heiligenstadt | EIC  | 9. Juli 1867  | in Betrieb    | 4   | x  | 248      | Halle–Hann. Münden Heiligenstadt–Schwebda                                | Heilbad Heiligenstadt    |
| Heiligenstadt (Eichsfeld) Ost Heiligenstadt Dün                                     | Bf    | Heilbad Heiligenstadt | EIC  | 1. Okt. 1914  | 1. Sep. 1947  | 2   | x  | 268,3    | Heiligenstadt–Schwebda                                                   | Heiligenstadt Ost        |
| Hilkerode                                                                           | Hp    | Duderstadt            | GÖ   | 1911          | 1971          | 1   |    | 165      | Bleicherode–Herzberg                                                     | Bild gesucht             |
| Heyerode                                                                            | Bf    | Südeichsfeld          | UH   | 1. Apr. 1911  | 29. Sep. 1968 | 2   | x  | 427,8    | Mühlhausen–Treffurt                                                      | Heyerode                 |
| Hüpstedt                                                                            | Bf    | Dingelstädt           | EIC  | 13. Apr. 1913 | 1. Nov. 1947  | 1   | x  | 462      | Silberhausen–Hüpstedt                                                    | Hüpstedt                 |
| Jützenbach                                                                          | Hp    | Sonnenstein           | EIC  | 1946          | 1972          | 1   |    | 205      | Bleicherode–Herzberg                                                     | Jützenbach               |
| Kalteneber                                                                          | Bf    | Heilbad Heiligenstadt | EIC  | 1. Okt. 1914  | 1. Sep. 1947  | 2   | x  | 444,0    | Heiligenstadt–Schwebda                                                   | Kalteneber               |
| Kefferhausen                                                                        | Hp    | Dingelstädt           | EIC  | 1. Mai 1903   | 28. Mai 1994  | 2   | x  | 374      | Leinefelde–Treysa                                                        | Kefferhausen             |
| Krombach (Eichsfeld)                                                                | Bf    | Krombach              | EIC  | 1. Okt. 1914  | 1. Sep. 1947  | 1   | x  | 350,6    | Heiligenstadt–Schwebda                                                   | Krombach                 |
| Küllstedt                                                                           | Bf    | Küllstedt             | EIC  | 15. Mai 1880  | 28. Mai 1994  | 2   | x  | 401      | Leinefelde–Treysa                                                        | Küllstedt                |
| Leinefelde                                                                          | Bf    | Leinefelde-Worbis     | EIC  | 9. Juli 1867  | in Betrieb    | 5   | x  | 329      | Halle–Hann. Münden Gotha–Leinefelde Leinefelde–Wulften Leinefelde–Treysa | Leinefelde               |
| Lengenfeld unterm Stein                                                             | Hp    | Südeichsfeld          | UH   | 1. Mai 1888   | 1908          | 1   |    | 276      | Leinefelde–Treysa                                                        | Lengenfeld u. Stein      |
| Lengenfeld unterm Stein                                                             | Bf    | Südeichsfeld          | UH   | 16. Dez. 1908 | 31. Dez. 1992 | 2   | x  | 276      | Leinefelde–Treysa                                                        | Lengenfeld u. Stein      |
| Mingerode                                                                           | Hp    | Duderstadt            | GÖ   | 1943          | 1974          | 1   |    | 165      | Leinefelde–Wulften                                                       | Mingerode                |
| Nesselröden                                                                         | Bf    | Duderstadt            | GÖ   | 1907          | 1931          | 1   | x  | 190      | Gartetalbahn                                                             | Bild gesucht             |
| Obernfeld                                                                           | Hp    | Gieboldehausen        | GÖ   | 1916          | 1974          | 1   |    | 160      | Leinefelde–Wulften                                                       | Bild gesucht             |
| Pferdebachtal                                                                       | Hp    | Heilbad Heiligenstadt | EIC  | 1. Okt. 1914  | 1. Sep. 1947  | 1   | x  | 332,5    | Heiligenstadt–Schwebda                                                   | Pferdebachtal            |
| Rhumspringe                                                                         | Bf    | Gieboldehausen        | GÖ   | 1911          | 1971          | 2   | x  | 160      | Bleicherode–Herzberg                                                     | Rhumspringe              |
| Rollshausen                                                                         | Bf    | Gieboldehausen        | GÖ   | 1889          | 1974          | 2   | x  | 150      | Leinefelde–Wulften                                                       | Bild gesucht             |
| Silberhausen Silberhausen-Dingelstädt                                               | Hp Bf | Dingelstädt           | EIC  | 1870          | in Betrieb    | 2   | x  | 370      | Gotha–Leinefelde                                                         | Silberhausen             |
| Silberhausen Nord                                                                   | Bf    | Dingelstädt           | EIC  | 13. Apr. 1913 | 1. Nov. 1947  | 1   |    | 375      | Silberhausen–Hüpstedt                                                    | Bild gesucht             |
| Silberhausen Trennungsbf                                                            | Bf    | Dingelstädt           | EIC  | 1. Mai 1905   | 1945          | 2   |    | 380      | Gotha–Leinefelde Leinefelde–Treysa                                       | Silberhausen Trennung    |
| Teistungen                                                                          | Bf    | Teistungen            | EIC  | 1. Sep. 1897  | 9. Juni 2001  | 2   | x  | 200      | Leinefelde–Wulften                                                       | Bild gesucht             |
| Uder                                                                                | Hp Bf | Uder                  | EIC  | 1886          | in Betrieb    | 2   | x  | 225      | Halle–Hann. Münden                                                       | Uder                     |
| Weißenborn-Lüderode                                                                 | Bf    | Sonnenstein           | EIC  | 1. Okt. 1910  | 1972          | 2   | x  | 220      | Bleicherode–Herzberg                                                     | Weißenborn-Lüderode      |
| Wendehausen                                                                         | Bf    | Südeichsfeld          | UH   | 1. Apr. 1911  | 29. Sep. 1968 | 1   | x  | 301,7    | Mühlhausen–Treffurt                                                      | Wendehausen              |
| Werleshausen                                                                        | Hp    | Witzenhausen          | ESW  | 1901          | 1978          | 2   |    | 190      | Bebra–Göttingen                                                          | Bild gesucht             |
| Westerode                                                                           | Bf    | Duderstadt            | GÖ   | 1889          | 1974          | 1   | x  | 170      | Leinefelde–Wulften                                                       | Bild gesucht             |
| Westerode (Kleinbahn)                                                               | Hp    | Duderstadt            | GÖ   | 1907          | 1931          | 1   | x  | 175      | Gartetalbahn                                                             | Bild gesucht             |
| Wingerode                                                                           | Hp    | Wingerode             | EIC  | 1956          | in Betrieb    | 2   |    | 305      | Halle–Hann. Münden                                                       | Bild gesucht BW          |
| Wintzingerode                                                                       | Hp Bf | Leinefelde-Worbis     | EIC  | 1. Sep. 1897  | 9. Juni 2001  | 2   | x  | 280      | Leinefelde–Wulften                                                       | Wintzingerode            |
| Worbis                                                                              | Bf    | Leinefelde-Worbis     | EIC  | 1. Sep. 1897  | 9. Juni 2001  | 3   | x  | 340      | Leinefelde–Wulften                                                       | Worbis                   |

## Werksbahnhöfe
Hier werden Unternehmen, Betriebe und Bergwerke aufgelistet, die eigene Eisenbahnbetriebsanlagen mit einem Gleisnetz, Rangierlok und/oder Lokschuppen besitzen oder besaßen.
Die Liste ist wie folgt unterteilt:
- Fabrik: Hier wird der aktuelle bzw. letzte Name des Betriebes, Fabrik oder Bergwerkes angegeben.
- Bahnhof: Hier wird der aktuelle bzw. letzte Name der Betriebsstelle wiedergegeben.
- Ort: Hier wird der Ort aufgeführt, in dem sich der Bahnhof befindet.
- Gleise: Hier wird die tatsächliche oder ungefähre (~) Anzahl der Gleise angegeben.
- Loks: Hier wird die tatsächliche oder ungefähre (~) Anzahl der Lokomotiven angegeben.
- Lokschuppen: Hier wird das Vorhandensein eines Lokschuppens angegeben (X), die Ziffer gibt Anzahl der zuführenden Gleise an.
- Anmerkung: Hier werden weitere Angaben zur Anlage gemacht.

| Fabrik Unternehmen Bergwerk                                                          | Bahnhof                                                                                  | Ort                   | Gleise | Loks                                               | Lokschuppen | Anmerkungen | Bild |
| ------------------------------------------------------------------------------------ | ---------------------------------------------------------------------------------------- | --------------------- | ------ | -------------------------------------------------- | ----------- | --- | ---- |
| Zementwerk Deuna                                                                     | Werkbahnhof Zementwerk Deuna (UDA)                                                       | Deuna                 | ~13    | 2–6 (V60)                                          | X2          | Werkbahn mit etwa 50 Gleise, 85 Weichen, Stellwerk Modell der V60-Werkslok von Gützold in H0                                                                  |      |
| WIFO Heiligenstadt                                                                   |                                                                                          | Heilbad Heiligenstadt | ~4     | 1                                                  | X?          | komplett zurückgebaut, Gleisstrecken teilweise noch erkennbar                                                                                                 |      |
| Kaliwerk Hüpstedt                                                                    | Schachtbahnhof Felsenfest Schachtbahnhof Hüpstedt gemeinschaftlicher Aufstellungsbahnhof | Hüpstedt              | 6 7 3  | 1                                                  | X1          | komplett zurückgebaut und überbaut komplett zurückgebaut, Gleisstrecken teilweise noch erkennbar komplett zurückgebaut Gleisstrecken teilweise noch erkennbar |      |
| Kalischacht Bischofferode                                                            | Schachtbahnhof Zusammenstellbahnhof                                                      | Bischofferode         | ~10 6  | V60, LEW EL 16                                     | X2          | komplett zurückgebaut mit Bahnsteig komplett zurückgebaut |      |
| Papierfabrik Heiligenstadt                                                           |                                                                                          | Heilbad Heiligenstadt | 3      | LKM V 10                                           |             | Gleisanlagen teilweise noch vorhanden |      |
| Baumwollspinnerei und Zwirnerei Leinefelde Milchhof Leinefelde und Nachfolgebetriebe | Übegabebahnhof                                                                           | Leinefelde            | ~5     | LKM V 10 B, LKM-V60D, Kaluga TGK 2-E 1, LKM V 22 B | X1          | Teil der Industrieanschlussbahn Leinefelde aktuelle Nutzung unklar                                                                                            |      |
| Kalischacht Neubleicherode                                                           |                                                                                          | Neustadt              |        |                                                    | X?          | komplett zurückgebaut, Lokschuppen noch vorhanden |      |
| Schickert-Werk Rhumspringe Kraftwerk PreussenElektra                                 |                                                                                          | Rhumspringe           | ~6     | 1? Henschel DG                                     |             | komplett zurückgebaut, Gleisstrecken teilweise noch erkennbar                                                                                                 |      |